# Golpe de Estado de Kapp

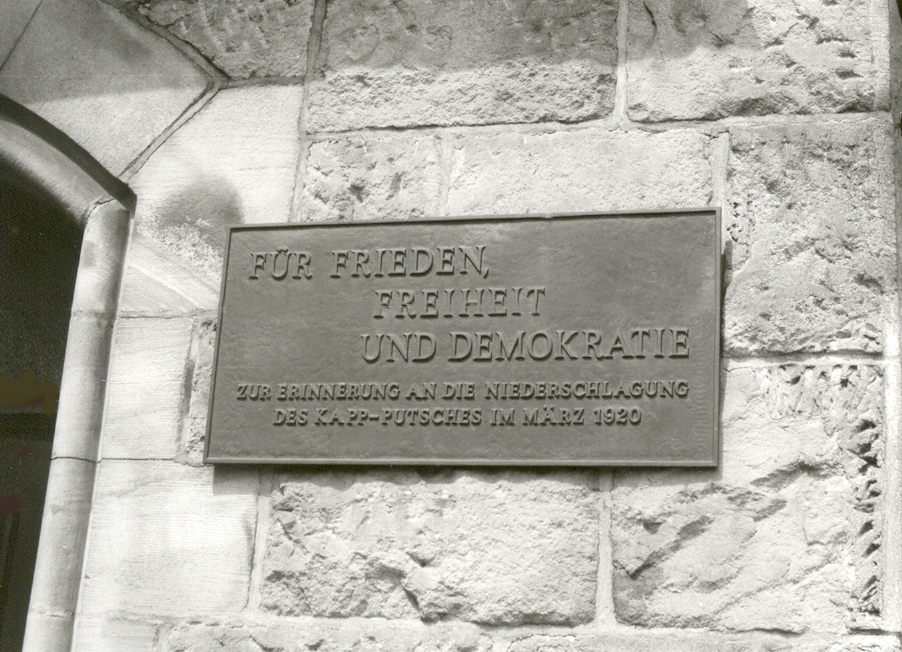
Placa conmemorativa de la derrota del golpe de Estado en Wetter, Ennepe-Ruhr, Alemania.

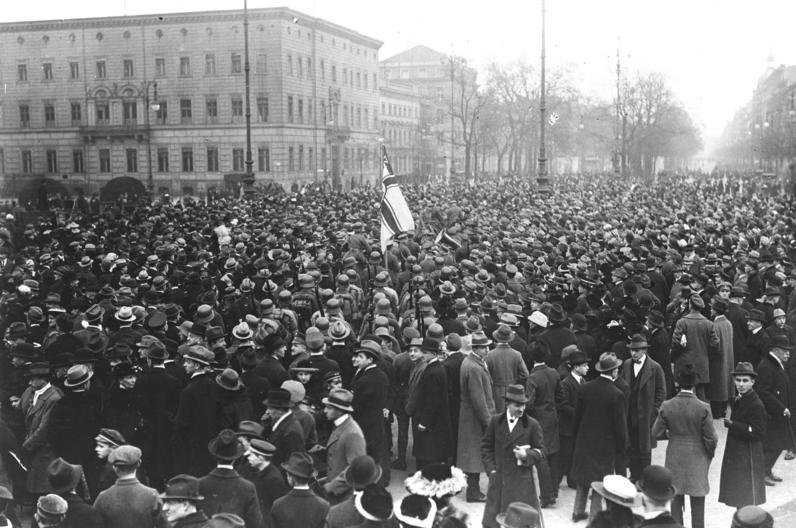
El golpe de Estado en Berlín; la Brigada Erhardt en la capital.

Se designa putsch de Kapp o golpe de Estado de Kapp (en alemán, Kapp-Putsch) a un golpe militar fracasado que se desarrolló entre el 13 y el 17 de marzo de 1920, a comienzos de la República de Weimar. Estuvo dirigido por Wolfgang Kapp, un político de la extrema derecha, y el general Walther von Lüttwitz. Los golpistas asumieron el poder en Berlín, y el Gobierno huyó primero a Dresde y luego a Stuttgart.
Hubo varias organizaciones que convocaron una huelga general. Por ejemplo, el Partido Socialdemócrata de Alemania (SPD) publicó el 13 de marzo una declaración junto con el presidente del Reich, Friedrich Ebert, en la que defendieron la democracia y convocaron a la huelga, a la que se unieron la Confederación General de Sindicatos Alemanes (Allgemeiner Deutscher Gewerkschaftsbund), el Grupo de Trabajo para Empleados (Arbeitsgemeinschaft für Angestellte) y la Federación Alemana de Funcionarios Públicos (Deutscher Beamtenbund). El Partido Comunista de Alemania (KPD) llamó a la lucha armada y se desató una fuerte resistencia, especialmente en la zona carbonífera y metalúrgica del Ruhr, que tuvo como resultado cientos de víctimas. Al cabo de una semana, el golpe militar de Kapp fue sofocado.
El golpe fracasó por la fuerte resistencia de los sindicatos, por la pasividad de la burocracia ministerial en Berlín y por la falta de planificación de los golpistas. La Asamblea Nacional de Weimar fue disuelta y se convocaron nuevas elecciones para el 6 de junio de 1920.

## El transcurso del golpe de Estado

### Antecedentes
El 10 de enero de 1920 entró en vigor el Tratado de Versalles, que estipulaba, entre otras cosas, que el ejército alemán se debía reducir a 100 000 soldados y la marina a 15 000 soldados y que se debían disolver los cuerpos de voluntarios. En consecuencia, el 29 de febrero de 1920 se disolvieron una brigada de la marina y un cuerpo de voluntarios, lo que fue el desencadenante del golpe de Estado. El 10 de marzo de 1920, el general Walther von Lüttwitz exigió del presidente Friedrich Ebert y del ministro de Defensa Gustav Noske que se dejara de reducir las tropas, que se disolviese el parlamento y que se eligiese el presidente directamente por el pueblo. Ebert y Noske rechazaron estas exigencias y le dieron vacaciones forzosas a von Lüttwitz. Entonces von Lüttwitz decidió llevar a cabo un golpe de Estado.

### Los golpistas en Berlín
El 12 de marzo de 1920, Walther von Lüttwitz y Wolfgang Kapp se reunieron para planear el golpe. El 13 de marzo, von Lüttwitz y una brigada del ejército entraron en el barrio gubernamental de Berlín. El ejército regular se negó a luchar contra los golpistas. Entonces el presidente Friedrich Ebert, el canciller Gustav Bauer y otros miembros del Gobierno huyeron primero a Dresde y luego a Stuttgart. Wolfgang Kapp se nombró a sí mismo canciller y a von Lüttwitz ministro de Defensa y comandante en jefe del ejército.

### Resistencia al golpe
Los funcionarios en Berlín no cumplieron las órdenes de los golpistas. Ya el 13 de marzo se publicó en todas las ciudades grandes un llamamiento a una huelga firmado por socialdemócratas del Gobierno regular y de la junta directiva del Partido Socialdemócrata de Alemania.  Además del Gobierno regular, fueron los sindicatos que convocaron la huelga, la más grande en la historia alemana. Participaron unos 12 millones de personas. El 15 de marzo, la vida pública se estancó en muchas regiones de Alemania. El 17 de marzo, el golpe había fracasado. Según Peter Longerich, cuando la huelga comenzó a mostrar efectos el 15 de marzo, el fin del golpe ya se había perfilado por no gozar del apoyo de los funcionarios ni del ejército.

## Papel de los industriales
Walther Rathenau y su gigantesca empresa, la AEG, estuvieron entre aquellos que proveyeron fondos para los Freikorps golpistas. Los industriales querían poner freno a la revolución. Sin embargo, tras la intentona golpista, ya no los financió, al ser poco fiables.